# Saint-Domingue
Saint-Domingue var en fransk koloni fra 1697 til 1804, som i dag er kendt som den uafhængige stat Haiti. 
Den bør ikke forveksles med den tidligere spanske koloni, som i dag er den Dominikanske Republik, eller republikkens hovedstad Santo Domingo. 
Navnet blev ændret til Haiti da Jean-Jacques Dessalines erklærede uafhængighed fra Frankrig i 1804.
19°06′00″N 72°20′00″V / 19.1°N 72.3333°V